# Рокспрингс (Тексас)
Рокспрингс (енгл. Rocksprings) град је у америчкој савезној држави Тексас. По попису становништва из 2010. у њему је живело 1.182 становника.

## Демографија
Према попису становништва из 2010. у граду је живело 1.182 становника, што је 103 (8,0%) становника мање него 2000. године.
| Група             | 2000.       | 2010.       |
| Белци             | 418 (32,5%) | 285 (24,1%) |
| Афроамериканци    | 15 (1,2%)   | 11 (0,9%)   |
| Азијати           | 2 (0,2%)    | 5 (0,4%)    |
| Хиспаноамериканци | 857 (66,7%) | 881 (74,5%) |
| Укупно            | 1.285       | 1.182       |